# فدشكويه (مقاطعة فسا)
فدشكويه (بالفارسية: فدشکویه) هي قرية تقع في قسم فدشكويه الريفي في إيران. يقدر عدد سكانها بـ 4,686 نسمة .